# A.P.P.P.
A.P.P.P. Co., Ltd. (jap. 有限会社アナザープッシュピンプランニング Yūgen-gaisha Anazā Pusshupin Puranningu, skrót od Another Push Pin Planning) – japońskie studio animacji z siedzibą w tokijskiej dzielnicy Suginami, założone 22 czerwca 1984. Jego założycielem był Kazufumi Nomura, który rozpoczął swoją karierę w Mushi Production. Studio znane jest z takich tytułów anime jak Księżniczka z Alfa Sydney, Robot Carnival i Rōjin Z. W Ameryce Północnej wiele ich produkcji było dystrybuowanych przez firmę zależną o nazwie Super Techno Arts. Przez lata A.P.P.P. działało również jako podwykonawca dla innych studiów animacji. Po śmierci Kazufumiego Nomury 10 czerwca 2021 studio zakończyło swoją działalność 31 lipca tego samego roku.

## Produkcje

### Seriale telewizyjne
- Kurogane Communication (1998–1999)[3]
- Kachō-ōji (1999, we współpracy z AIC)[4]
- Omishi mahō gekijō: Risky Safety (1999–2000)[5]
- Sci-Fi Harry (2000–2001)[6]
- Sōten no ken (2006–2007)[7]

### OVA/ONA
- Cream Lemon (1984–1987)[8]
- Project A-ko 2: Daitokuji Zaibatsu no inbō (1987)[9]
- Ore no sora Keiji-hen (1991–1992)[10]
- JoJo no kimyō na bōken (1993–1994)[11]
- Hon ran (1993)[12]
- Rance: Sabaku no Guardian (1993)[13]
- Golden Boy (1995–1996)[14]
- Kaitōranma The Animation (1999)[15]
- JoJo no kimyō na bōken (2000–2002)[11]
- Nami SOS! (2003)[16]
- Kage (2004)
- Fist of the North Star: Legend of Toki (2008, we współpracy z TMS Entertainment)[17]

### Filmy
- Księżniczka z Alfa Sydney (1986)[18]
- Robot Carnival (1987)[19]
- Rōjin Z (1991)[20]
- Street Fighter Alpha: Generations (2005)[21]
- JoJo no kimyō na bōken: Phantom Blood (2007)[22]